# Julian Kobyłecki

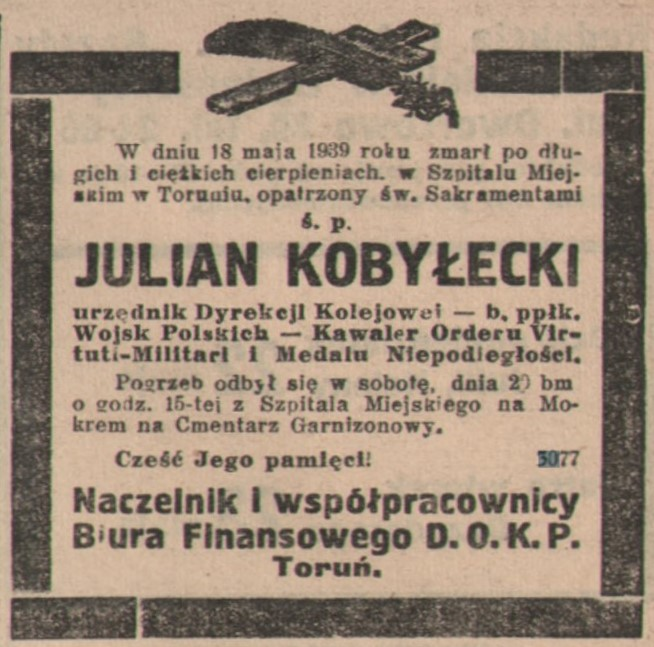
Nekrolog Juliana Kobyłeckiego w „Gazecie Pomorskiej”

Julian Kobyłecki (ur. 1 października 1883 w Siekierzycach, zm. 18 maja 1939 w Toruniu) – oficer Armii Imperium Rosyjskiego, I Korpusu Polskiego w Rosji, Armii Czynnej Ukraińskiej Republiki Ludowej i Armii Czerwonej, działacz niepodległościowy, kawaler Orderu Virtuti Militari.

## Życiorys
Urodził się 1 października 1883 w Siekierzycach, w ówczesnym powiecie łuckim guberni wołyńskiej, w rodzinie Józefa, pułkownika armii rosyjskiej i Elżbiety z Grigorów. Był bratem Borysa (ur. 1879) i Włodzimierza (1883–1941). Wyznania prawosławnego. Od jesieni 1895 wychowywał się u ciotki w majątku Obręb koło stacji kolejowej Tłuszcz, a od 1890 przebywał z matką w Piotrkowie. W 1894 został oddany do 2. Korpus Kadetów w Petersburgu. W 1901 wstąpił do Pawłowskiej Szkoły Wojskowej. 10 sierpnia 1903 został mianowany podporucznikiem ze starszeństwem z 10 sierpnia 1902 i wcielony do 52 wileńskiego pułku piechoty w Teodozji. 24 lipca 1904 przybył do 35 wschodniosyberyjskiego pułku strzelców w Mandżurii. W jego szeregach walczył na wojnie rosyjsko-japońskiej. Został ranny w bitwie pod Laojanem. 31 stycznia 1905 został odkomenderowany do kompanii karabinów maszynowych 9 Syberyjskiej Dywizji Piechoty, a 9 marca przeniesiony do tego pododdziału. 15 marca 1906 wrócił do 52 pp. 20 października tego roku został awansowany na porucznika ze starszeństwem z 10 sierpnia 1906. 6 stycznia 1909 został odkomenderowany na sześć miesięcy do 133 symferopolskiego pułku piechoty w Jekaterynosławiu. 2 października 1910 został przyjęty do Imperatorskiej Nikołajewskiej Akademii Wojskowej. 20 października tego roku został awansowany na sztabskapitana ze starszeństwem z 10 sierpnia 1910. 8 maja 1913 ukończył studia i został przydzielony do Sztabu Przyamurskiego Okręgu Wojskowego w Chabarowsku. 4 kwietnia 1914 został przeniesiony do 2 syberyjskiego pułku strzelców na stanowisko dowódcy 3. kompanii, a 11 sierpnia tego roku przydzielony do Sztabu 1 Syberyjskiego Korpusu Armijnego na stanowisko starszego oficera do zleceń. Na tym stanowisku rozpoczął swój udział w I wojnie światowej. 14 czerwca 1915 został przydzielony do Turkiestańskiej Brygady Kozaków na stanowisko starszego adiutanta sztabu. Później pełnił służbę w sztabie 2 Armii oraz pełnił obowiązki szefa sztabu 2 Kaukaskiej Dywizji Grenadierów. 27 listopada 1916 został wyznaczony na stanowisko pełniącego obowiązki pomocnika szefa wydziału Zarządu Generała Kwatermistrza Sztabu Głównodowodzącego Armiami Frontu Zachodniego. 6 grudnia tego roku awansował na podpułkownika ze starszeństwem z 15 sierpnia 1916.
Od 11 września 1917 był szefem sztabu 3 Dywizji Strzelców Polskich. Opracował plan marszu dywizji z Jelni do rejonu Bobrujska. 21 października 1921 generał porucznik Wacław Iwaszkiewicz we wniosku o odznaczenie podpułkownika Juliana Kobyłeckiego Orderem Virtuti Militari napisał: „szef sztabu 3. D. Strz. od pierwszego dnia jej istnienia aż do likwidacji Korpusu. Niezmordowany jej organizator. Przed wymarszem z Jelni, pomimo to, że I Korpus i wszyscy jego członkowie zostają wyjęci z pod prawa, będąc Rosjaninem decyduje się dzielić z dywizją jej niepewne losy, nie zaś, jak liczni nawet oficerowie polscy, którzy przed wymarszem woleli powyjeżdżać pod rozmaitymi pozorami do miejsc bezpiecznych. Pułkownika Kobyłeckiego czekał los cięższy niż każdego z Polaków, gdyby został ujęty jako szef sztabu polskiej dywizji, co mogło się stać łatwo i niejednokrotnie, gdy sztab zostawał bez żadnej osłony. Jako wytrawny fachowiec układa plan marszu i służy przez cały czas dowódcy dywizji projektami niezrównanie zręcznych manewrów. (...) Przez cały czas trzytygodniowego marszu niezmordowanie czynny, w potrzebie mężny, pełen inicjatywy i spokoju. Ppłk Kobyłecki pozyskał ogromną popularność i zaufanie w całej dywizji. Jego wiedza fachowa i inicjatywa zaważyła decydująco na zadaniu bolszewikom tak niezwykłej klęski, jaką ponieśli pod Pobołowem”.
Od 31 maja 1918 służył w Armii Czynnej Ukraińskiej Republiki Ludowej. 2 listopada 1918, w randze starszyny, był szefem sztabu Brygady Straży Granicznej w m. Buturlinowka. Po upadku rządu hetmana Pawło Skoropadskiego wstąpił do Armii Czerwonej. Został umieszczony na dodatkowej liście Sztabu Generalnego Armii Czerwonej z 1 września 1919, opracowanej przez wojskowego komisarza ludowego Ukrainy.
W styczniu 1920, w czasie wojny polsko-bolszewickiej przeszedł na stronę polską. W Tarnopolu miał się spotkać z generałem Wacławem Iwaszkiewiczem, byłym dowódcą 3 Dywizji Strzelców Polskich i złożyć do Ministerstwa Spraw Wojskowych podanie o przyjęcie do Wojska Polskiego. Nie otrzymawszy odpowiedzi, w sierpniu 1920 wstąpił do ochotniczej 3 Armii Rosyjskiej w Polsce i walczył przeciwko bolszewikom w rejonie Płoskirowa.
Po likwidacji rosyjskich oddziałów ochotniczych „zarabiał na utrzymanie doraźną pracą”. W kwietniu 1925 został zatrudniony w Polskich Kolejach Państwowych. W maju 1933 pracował w Oddziale Drogowym PKP w Toruniu na stanowisku kierownika biura personalnego. Mieszkał wówczas w Chełmży przy ul. Ładownia 4. Działał społecznie w Kolejowym Przysposobieniu Wojskowym i Pomorskiej Rodzinie Kolejowej, w charakterze członka komitetu. W 1939 pracował w Dyrekcji Okręgowej Kolei Państwowych w Toruniu, w charakterze urzędnika Biura Finansowego. Zmarł 18 maja 1939 „po długich i ciężkich cierpieniach” w Szpitalu Miejskim w Toruniu, a dwa dni później został pochowany na Cmentarzu Garnizonowym w Toruniu.
Był żonaty z Marią z domu Ilina, rozwiedzioną z kapitanem Józefem Rymszą, kolegą z 52 pp. Sprawował opiekę nad pasierbem Anatolem (ur. 24 marca 1900) i pasierbicą Marią (ur. 23 listopada 1902). 11 kwietnia 1933 urodził mu się syn Julian.

## Ordery i odznaczenia
- Krzyż Srebrny Orderu Wojskowego Virtuti Militari nr 6769[21][22][1]
- Medal Niepodległości – 16 marca 1937 „za pracę w dziele odzyskania niepodległości”[23]
- Order Świętej Anny 4 stopnia z napisem „Za odwagę” – 1904[6]
- Order Świętego Włodzimierza 4 stopnia z mieczami i kokardą – 9 czerwca 1915
- Order Świętej Anny 2 stopnia z mieczami – 20 maja 1915
- Order Świętego Stanisława 2 stopnia z mieczami – 1905[6]
- Order Świętej Anny 3 stopnia z mieczami i kokardą – 1905[6]
- Order Świętego Stanisława 3 stopnia z mieczami i kokardą – 1904[6]
- Medal pamiątkowy 300-lecia Domu Romanowych – 1913[6]
- Medal Pamiątkowy wojny rosyjsko-japońskiej (ros. Медаль «В память русско-японской войны»)[6]